# Hermann Ebner (Verwaltungsjurist)
Hermann Ebner (* 24. Februar 1896 in Ludwigshafen; † 12. März 1964 in Ludwigsburg) war ein deutscher Jurist und Politiker.

## Leben
Als Sohn eines kaufmännischen Angestellten geboren, studierte Ebner nach dem Besuch des Dillmann-Gymnasiums in Stuttgart und Teilnahme am Ersten Weltkrieg, als Fahnenjunker im Infanterie-Regiment „Kaiser Wilhelm, König von Preußen“ (2. Württembergisches) Nr. 120 und zuletzt als Oberleutnant im Ersatzbataillon 180, Rechtswissenschaften in Tübingen, wo er 1918 Mitglied der Burschenschaft Germania Tübingen wurde. 1922 wurde er zum Dr. iur. promoviert und trat nach seinen Examina in die württembergische Innenverwaltung ein. 1933 war er für kurze Zeit Amtsverweser im Oberamt Herrenberg, 1933 bis 1938 Amtsvorsteher im Oberamt Marbach und dann bis 1945 Landrat im Landkreis Heidenheim. Von April 1934 bis 1937 war er Mitglied der SA. Er beantragte am 28. April 1937 die Aufnahme in die NSDAP und wurde zum 1. Mai desselben Jahres aufgenommen (Mitgliedsnummer 4.694.395). 1946 wurde er Mitglied der CDU, später der SPD. Er wurde Stadtdirektor in Tübingen, dann in Ludwigsburg. 1948 bis 1960 war er Landrat im Landkreis Ludwigsburg.

## Veröffentlichungen
- Die Entwicklung des Konsistoriums in Württemberg. Dissertation Universität Tübingen 1922.
- Aus der Geschichte des Konsistoriums. In: Besondere Beilage des Staats-Anzeigers für Württemberg, Nr. 5, 30. April 1924, S. 89–94.